# Fuerza Aérea de Zambia
La Fuerza Aérea de Zambia (en inglés: Zambian Air Force) es la fuerza aérea de Zambia y el elemento de operaciones aéreas de la Fuerza de Defensa de Zambia. Tras la creación de la República de Zambia en 1964, el antiguo Ala Aérea de Rhodesia del Norte pasó a llamarse Ala Aérea de Zambia. Luego se estableció la Fuerza Aérea de Zambia.
Las misiones principales de la Fuerza Aérea son defender las fronteras de Zambia y proteger su espacio aéreo. Además, proporciona diversas formas de apoyo aéreo a otros departamentos gubernamentales. También realiza misiones de reconocimiento, tropas y transporte para la policía y transporta suministros médicos y personal a áreas inaccesibles. Finalmente, la organización proporciona transporte de emergencia siempre que sea necesario.

## Historia
Antes de la desaparición de la Federación de Rhodesia y Nyasaland, las operaciones aéreas militares en el entonces protectorado británico de Rhodesia del Norte estaban a cargo de la Royal Air Force y luego por la Rhodesian Air Force.
El Ala Aérea de Rhodesia del Norte se estableció el 1 de marzo de 1964 y operaba principalmente en una función de reconocimiento y transporte. Consistía en dos escuadrones con base en el aeropuerto de Livingstone.
- El Escuadrón N.º 1 de la NRAF operaba una flota de Douglas Dakota de la Segunda Guerra Mundial, así como transportes Percival Pembroke.

- El Escuadrón N.º 1 de la NRAF operaba varios De Havilland DHC-2 Beavers en una función de comunicación y reconocimiento.

El 24 de octubre de 1964, en la fecha del establecimiento de la independencia de la República de Zambia, el nombre del Ala Aérea de Rhodesia del Norte se cambió posteriormente a Fuerza Aérea de Zambia. Los primeros años de la ZAF vieron una estrecha cooperación con el Reino Unido como proveedor de aeronaves, junto con la cooperación en materia de doctrina y formación. Se envió un equipo de la Royal Air Force a Zambia para entrenar a la nueva fuerza independiente. Esto supuso la formación de una Escuela de Entrenamiento de Vuelo (FTS) junto con una Escuela de Entrenamiento Técnico (TTS). Los entrenadores DHC-1 Chipmunk, junto con los transportes Douglas Dakota  y Hunting Percival Pembroke proporcionados por el Reino Unido. A estos aviones los siguieron varios DHC-4A Caribou y DHC-2 Beaver a mediados o finales de la década de 1960. En 1967, se adquirió un Hawker Siddely HS748 para su uso como transporte vip, este avión se destruyó en un accidente en 1969 y llegó un reemplazo en 1971.
La década de 1970 vio a la Fuerza Aérea de Zambia alejarse del Reino Unido, favoreciendo la compra de aviones italianos y yugoslavos. A principios de 1980, se ordenó y entregó un escuadrón de dieciséis cazas monoplaza MiG-21MF de fabricación soviética y dos entrenadores biplaza MiG-21UM.
A principios de 2015, la flota de la Fuerza Aérea incluía doce aviones MiG 21, quince aviones de entrenamiento K-8 Karakourm de fabricación china, diez Saab MFI-15 Safari, diez Aermacchi MB-326 y seis aviones SF-260TW. La flota de transporte incluía cinco Dornier Do 28 alemanes, dos Ma-60 chinos y catorce aviones Harbin Y-12. El escuadrón de transporte también tenía dieciocho helicópteros Bell, de diferentes modelos y siete Eurocopter AS565 Panther. Aunque no estaba claro cuales estaban completamente operativos.
En 2015, Zambia encargó dos C-27J a Alenia Aeronautics para complementar o reemplazar su antigua flota de aviones de transporte BAe 748, Y-12 y MA60. Con capacidad para transportar hasta 60 soldados, el Spartan significa un gran impulso para la capacidad de transporte de la Fuerza Aérea de Zambia. En enero de 2022, uno de sus Spartan fue desplegado en Pemba (Mozambique) para cumplir con el compromiso de Hakainde Hichilema, Presidente de Zambia, de proporcionar recursos para estabilizar la situación de seguridad en Cabo Delgado (Mozambique), tras la reunión de Jefes de Estado de la Comunidad de Desarrollo de África Austral (SADC) celebrada en enero de 2022 en Malaui.
El 29 de marzo de 2022, un avión de entrenamiento Aermacchi SF-260 de la fuerza Aérea de Zambia, se estrelló cerca de Livingstone, los dos pilotos murieron en el accidente. La Fuerza Aérea de Zambia cuenta con seis aviones de entrenamiento SF-260TW que recibió en 2012, estos están asignados a su Escuadrón de Entrenamiento. Otros seis fueron entregados varios años después, el resto de aviones de entrenamiento que tiene en su inventario incluyen quince K-8, diez Aermacchi MB-326 y diez Saab MFI-15 Safari, aunque no se sabe si todos ellos están operativos.

## Equipamiento
Hay pocos detalles disponibles sobre el despliegue de la fuerza, pero se entiende que los elementos de combate están ubicados en Lusaka (Hongdu JL-8), Mbala (Shenyang J-6) y Mumbwa (MiG-21), y también se informa que la pequeña flota de aviones de transporte y helicópteros utilitarios están estacionado en Lusaka. Los JL-10 de la Fuerza Aérea de Zambia están equipados con un radar de control de fuego PESA junto con rieles en las puntas de las alas para misiles aire-aire PL-5. Se puede montar un contenedor de armamento equipado con un cañón de 23 mm en la línea central. Cuatro puntos de anclaje permiten diversas municiones, incluidas bombas de 250 y 500 kg, cápsulas de cohetes HF-18 de 57 mm, bombas guiadas LS-6 o el misil aire-superficie TL-10/YJ-9E.

### Inventario actual

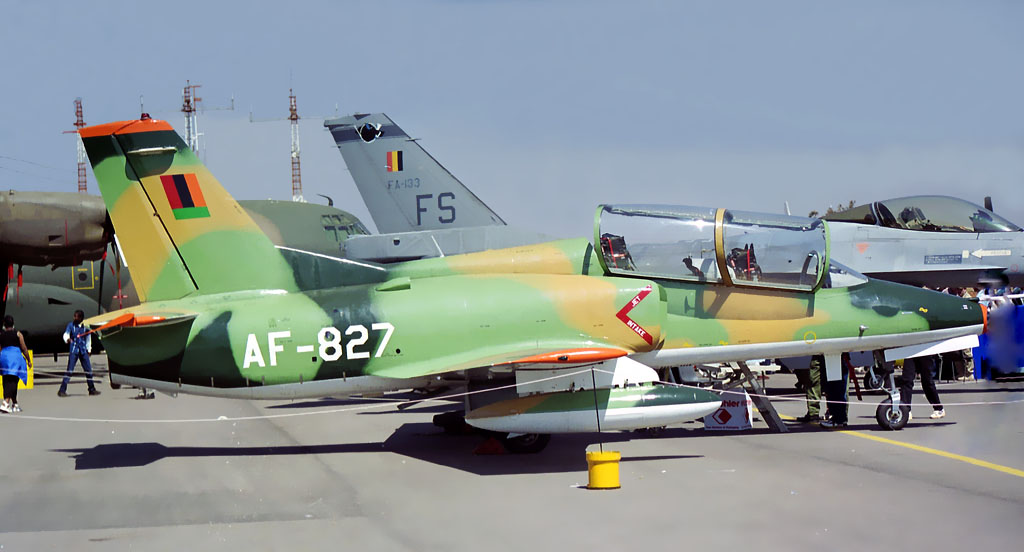
un avión de entrenamiento K-8 Karakourm de Zambia

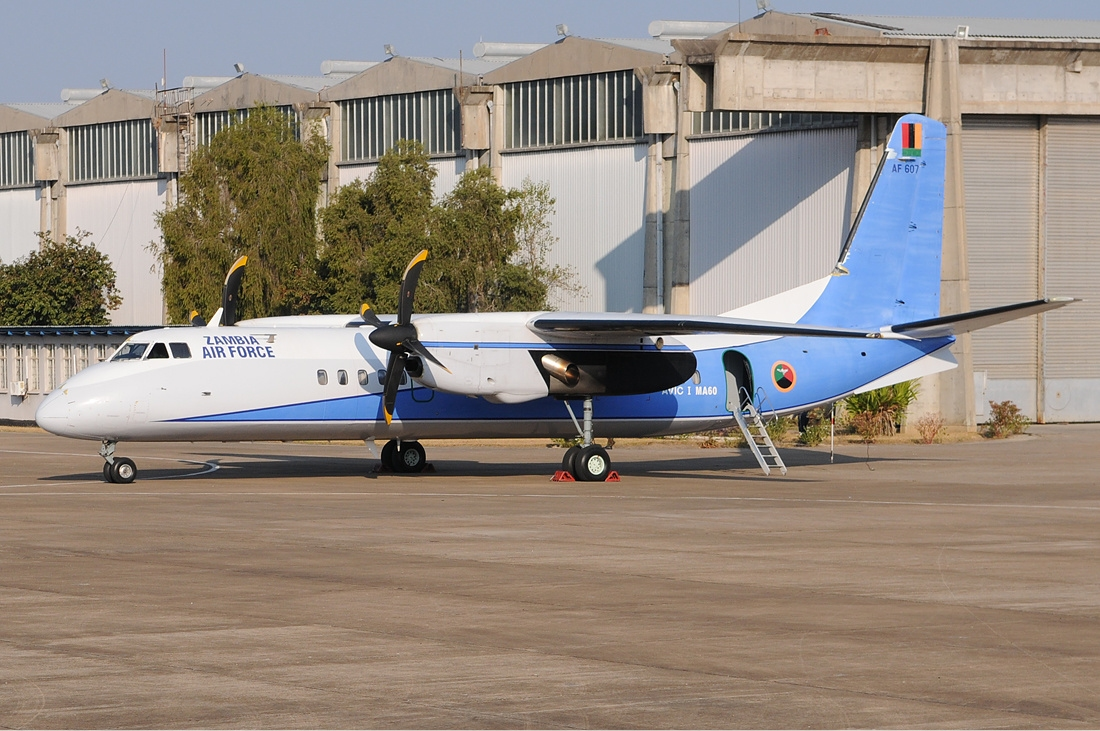
un MA-60 MTI-1 de la Fuerza Aérea de Zambia

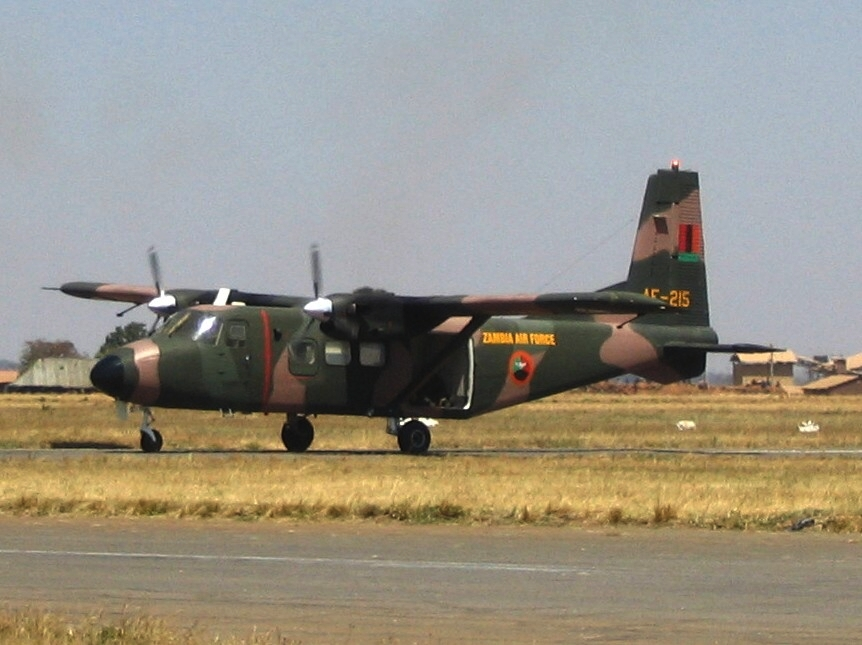
Avión de transporte Harbin Y-12 de Zambia

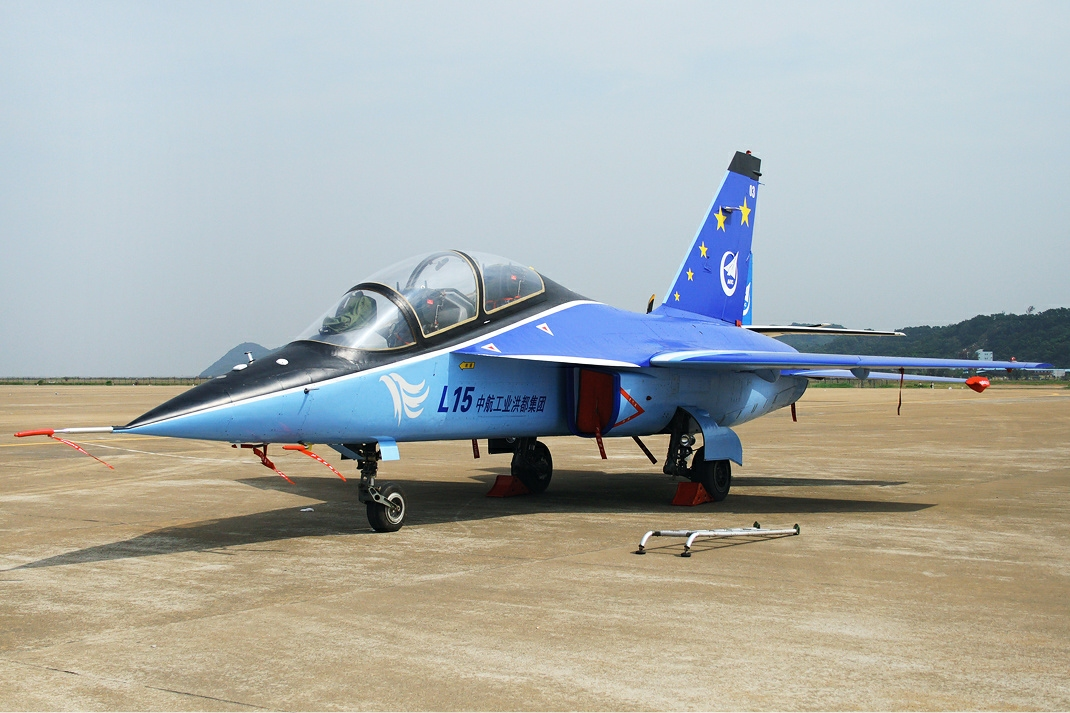
Avión de entrenamientor avanzado y caza ligero Hongdu L-15 Falcon

| Aeronave         | Origen         | Tipo                              | Variante | Número  | Notas                                       |
| Combate          | Combate        | Combate                           | Combate  | Combate | Combate                                     |
| ---------------- | -------------- | --------------------------------- | -------- | ------- | ------------------------------------------- |
| Hongdu L-15      | China          | entrenador avanzado y caza ligero | L-15Z    | 6       |                                             |
| Shenyang J-6     | China          | caza                              | F-6A     | 10      | 2 FT-6 proporcionan formación de conversión |
| Transporte       |                |                                   |          |         |                                             |
| Alenia C-27J     | Italia         | transporte                        |          | 2       |                                             |
| Cessna 208       | Estados Unidos | transporte                        |          | 1       |                                             |
| Xian MA60        | China          | transporte                        |          | 1       |                                             |
| Harbin Y-12      | China          | transporte                        |          | 7       |                                             |
| Gulfstream G650  | Estados Unidos | transporte VIP                    |          | 1       |                                             |
| Helicópteros     |                |                                   |          |         |                                             |
| Bell 205         | Estados Unidos | utilitario                        |          | 12      |                                             |
| Bell 206         | Estados Unidos | utilitario                        |          | 2       |                                             |
| Bell 212         | Estados Unidos | utilitario                        |          | 1       |                                             |
| Mil Mi-17        | Rusia          | utilitario                        | Mi-171   | 5       |                                             |
| Harbin Z-9       | China          | utilitario                        |          | 7       |                                             |
| Entrenamiento    |                |                                   |          |         |                                             |
| Hongdu JL-8      | China          | entrenador avanzado               | K-8      | 16      |                                             |
| Saab Safari      | Suecia         | entrenador                        | MFI-15   | 14      |                                             |
| Aermacchi SF-260 | Italia         | entrenador                        |          | 13      |                                             |
| UAV              |                |                                   |          |         |                                             |
| Elbit Hermes 450 | Israel         |                                   |          | 3       |                                             |

### Sistemas de defensa aérea
| Modelo  | Origen          | Tipo                  | Variante | Número | Notas |
| ------- | --------------- | --------------------- | -------- | ------ | ----- |
| Rapier  | Reino Unido     | Misil superficie-aire |          |        |       |
| S-125   | Unión Soviética | Misil superficie-aire |          |        |       |
| M-1939  | Unión Soviética | cañón antiaéreo       |          |        |       |
| ZPU-4   | Unión Soviética | cañón antiaéreo       |          |        |       |
| ZU-23-2 | Unión Soviética | cañón antiaéreo       |          |        |       |

## Comandos
Los comandos suelen estar al mando de un Air Officer Commanding (AOC) que tiene el rango de general de brigada.
- Comando de ataque[14]
- Comando de entrenamiento[14]
- Comando de Movilidad Aérea Táctica[14]
- Comando Logístico[14]
- Comando de Defensa Aérea del Norte[14]
- Comando Central de Defensa Aérea[14]

## Unidades

### Formaciones
- Ala Aérea N.º 65 "Preamonitus Preamonitus "[15]
- Ala Aérea N.º 71 "Defending with valor"[15]

### Unidades de combate
- Escuadrón N.º 1 "With exellence"[15]
- Escuadrón N.º 8 "Ready to Move"[15]
- Escuadrón N.º 10 "On eagle wings, we lift"[15]
- Escuadrón N.º 11 "Warrior spirit"[15]
- Escuadrón N.º 14 "Strike Command"[15]
- Escuadrón N.º 21 "Fighting vipers"[15]
- Escuadrón N.º 22 "Anytime Anywhere"[15]
- Escuadrón N.º 33 "Service above self"[15]
- Escuadrón N.º 43 "Poised and ready to strike"[15]

### Unidades de entrenamiento
- Centro de aprendizaje avanzado "Aprendizaje para la competencia"[15]
- Academia de la Fuerza Aérea de Zambia "Para aprender a defender nuestro país"[15]
- Escuela de Formación Técnica "Esfuerzo por la excelencia"[15]
- Escuela de formación en tierra "Eficiencia del Conocimiento"[15]
- Escuela de Entrenamiento de Vuelo "Nihil Nisi Optima"[15]
- Escuela de Defensa Aérea "Excelencia a través del conocimiento"[15]

## Comandantes
| Rango            | Nombre                | Periodo     |
| ---------------- | --------------------- | ----------- |
| Capitán de grupo | John Edward Kilduff   | 1964 - 1972 |
| Teniente General | Peter Dingiswayo Zuze | 1972 - 1976 |
| Mayor General    | Christopher Kabwe     | 1976 - 1980 |
| Teniente General | Hannania Lungu        | 1980 - 1990 |
| Teniente General | Herbert Simutowe      | 1990 - 1991 |
| Teniente General | Ronnie Shikapwasha    | 1991 - 1997 |
| Teniente General | Sande Kayumba         | 1997 - 2001 |
| Teniente General | Christopher Singogo   | 2001 - 2006 |
| Teniente General | Samuel Mapala         | 2006 - 2010 |
| Teniente General | Andrew Sakala         | 2010 - 2011 |
| Teniente General | Eric Mwaba Chimese    | 2011 - 2018 |
| Teniente General | David Muma            | 2018 - 2021 |
| Teniente General | Colin Barry           | 2021 -      |